# ولسوالی امام‌صاحب
ولسوالی حضرت امام‌صاحب یکی از ۷ ولسوالی ولایت کندز، به مرکزیت شهر امام صاحب در شمال افغانستان است. امام‌صاحب از ولسوالی‌های درجه اول ولایت کندز بوده، پهناوری آن ۱۶۱۰ کیلومتر مربع است و با ۲۸۸٬۶۰۳ نفر جمعیت در سال ۱۳۹۹، دومین ولسوالی پر جمعیت ولایت کندز می‌باشد.
این ولسوالی یکی از غنی‌ترین ولسوالی‌های افغانستان می‌باشد؛ کشتزارهای حاصلخیز، منابع نفت و گاز، آبدات تاریخی، تسهیلات صحی و آموزشی بهتر، مرز با کشور تاجیکستان و موجودیت بندر شیرخان، باعث شده‌است ولسوالی امام صاحب ثروتمندترین ولسوالی افغانستان باشد. این ولسوالی از شمال با تاجیکستان، از غرب با ولسوالی قلعه ذال، از جنوب شرق با ولسوالی دشت ارچی و از جنوب با ولسوالی قندوز محدود می‌باشد.

## آب و هوا
با تأثیر از اقلیم ستپی، نظر به سامانه طبقه‌بندی اقلیمی کوپن این شهر دارای اقلیم سرد نیمه خشک می‌باشد. متوسط درجه حرارت سالانه آن به ۱۷٫۱ درجه سانتی‌گراد می‌رسد. گرم‌ترین ماه آن با ۳۰٫۲ درجه سانتی‌گراد سرطان و اسد (تیر و مرداد)؛ سردترین ماه سال آن با ۳٫۴ جدی و دلو (دی و بهمن) است.
| داده‌های اقلیم شهر امام صاحب | داده‌های اقلیم شهر امام صاحب | داده‌های اقلیم شهر امام صاحب | داده‌های اقلیم شهر امام صاحب | داده‌های اقلیم شهر امام صاحب | داده‌های اقلیم شهر امام صاحب | داده‌های اقلیم شهر امام صاحب | داده‌های اقلیم شهر امام صاحب | داده‌های اقلیم شهر امام صاحب | داده‌های اقلیم شهر امام صاحب | داده‌های اقلیم شهر امام صاحب | داده‌های اقلیم شهر امام صاحب | داده‌های اقلیم شهر امام صاحب | داده‌های اقلیم شهر امام صاحب |
| ماه                         | ژانویه                      | فوریه                       | مارس                        | آوریل                       | مه                          | ژوئن                        | ژوئیه                       | اوت                         | سپتامبر                     | اکتبر                       | نوامبر                      | دسامبر                      | سال                         |
| --------------------------- | --------------------------- | --------------------------- | --------------------------- | --------------------------- | --------------------------- | --------------------------- | --------------------------- | --------------------------- | --------------------------- | --------------------------- | --------------------------- | --------------------------- | --------------------------- |
| میانگین بیش‌ترین °C (°F)     | ۸٫۲ (۴۷)                    | ۱۱٫۴ (۵۳)                   | ۱۷٫۱ (۶۳)                   | ۲۳٫۸ (۷۵)                   | ۳۰٫۳ (۸۷)                   | ۳۷٫۰ (۹۹)                   | ۳۸٫۵ (۱۰۱)                  | ۳۶٫۸ (۹۸)                   | ۳۲٫۱ (۹۰)                   | ۲۵٫۱ (۷۷)                   | ۱۶٫۷ (۶۲)                   | ۱۰٫۵ (۵۱)                   | ۲۳٫۹۶ (۷۵٫۳)                |
| میانگین روزانه °C (°F)      | ۳٫۴ (۳۸)                    | ۶٫۳ (۴۳)                    | ۱۱٫۶ (۵۳)                   | ۱۷٫۷ (۶۴)                   | ۲۲٫۹ (۷۳)                   | ۲۸٫۴ (۸۳)                   | ۳۰٫۲ (۸۶)                   | ۲۸٫۴ (۸۳)                   | ۲۳٫۴ (۷۴)                   | ۱۷٫۲ (۶۳)                   | ۱۰٫۲ (۵۰)                   | ۵٫۳ (۴۲)                    | ۱۷٫۰۸ (۶۲٫۷)                |
| میانگین کم‌ترین °C (°F)      | −۱٫۳ (۳۰)                   | ۱٫۳ (۳۴)                    | ۶٫۲ (۴۳)                    | ۱۱٫۶ (۵۳)                   | ۱۵٫۵ (۶۰)                   | ۱۹٫۹ (۶۸)                   | ۲۱٫۹ (۷۱)                   | ۲۰٫۰ (۶۸)                   | ۱۴٫۷ (۵۸)                   | ۹٫۴ (۴۹)                    | ۳٫۸ (۳۹)                    | ۰٫۲ (۳۲)                    | ۱۰٫۲۷ (۵۰٫۴)                |
| منبع: Climate-Data.org      |                             |                             |                             |                             |                             |                             |                             |                             |                             |                             |                             |                             |                             |